# Hàm mất mát
Trong tối ưu hóa toán học và lý thuyết quyết định, một hàm mất mát (hay còn gọi là hàm tổn thất, tiếng Anh: lost function) là một hàm ánh xạ một biến cố trong xác suất hoặc các giá trị của một hay nhiều biến thành một số thực có tính trực giác thể hiện một vài "chi phí" (cost) liên quan đến sự kiện. Một bài toán tối ưu hóa tìm kiếm cách để giảm thiểu một hàm mất mát. Một hàm mục tiêu là một hàm mất mát hoặc là hàm âm cực của nó (trong một số lĩnh vực cụ thể, cách gọi khác là một hàm học tăng cường, một hàm lợi ích, một hàm tiện ích, một hàm fitness,...) trong trường hợp nó được tối đa hóa.